# Борівська селищна рада (Фастівський район)
Бо́рівська се́лищна ра́да — адміністративно-територіальна одиниця та орган місцевого самоврядування в Фастівському районі Київської області. Адміністративний центр — селище міського типу Борова.

## Загальні відомості
- Територія ради: 7,31 км²
- Населення ради: 7336 осіб (станом на 2001 рік)
- Територією ради протікає річка Стугна

## Населені пункти
Селищній раді підпорядковані населені пункти:
- смт Борова

## Склад ради
Рада складається з 30 депутатів та голови.
- Голова ради: (в.о.) Босой Дмитро Андрійович
- Секретар ради: (в.о.) Босой Дмитро Андрійович

### Керівний склад попередніх скликань
| Прізвище, ім'я, по батькові  | Основні відомості                                                                            | Дата обрання | Дата звільнення |
| ---------------------------- | -------------------------------------------------------------------------------------------- | ------------ | --------------- |
| Янковський Юрій Маркович     | Селищний голова, 1951 року народження, член Соціал-демократичної партії України (об'єднаної) | 26.03.2006   | 01.04.2007      |
| Воробей Федір Володимирович  | Селищний голова, 1956 року народження, освіта вища, безпартійний                             | 26.08.2007   | 26.11.2009      |
| Воробей Федір Володимирович  | Селищний голова, 1956 року народження, освіта вища, безпартійний                             | 20.06.2010   | 31.10.2010      |
| Воробей Федір Володимирович  | Селищний голова, 1956 року народження, освіта вища, безпартійний                             | 31.10.2010   | 14.12.2012      |
| Франчук Анатолій Миколайович | Селищний голова, 1958 року народження, освіта вища, безпартійний                             | 02.06.2013   |                 |

Примітка: таблиця складена за даними сайту Верховної Ради України

### Депутати
За результатами місцевих виборів 2010 року депутатами ради стали:

#### За суб'єктами висування
| Суб'єкт висування                                                                    | Кількість обраних депутатів | %    |
| ------------------------------------------------------------------------------------ | --------------------------- | ---- |
| Самовисування                                                                        | 23                          | 76,7 |
| Політична партія «УДАР (Український Демократичний Альянс за Реформи) Віталія Кличка» | 5                           | 16,7 |
| Політична партія «Сильна Україна»                                                    | 2                           | 6,7  |

#### За округами
| № округу                                                                             | Прізвище, ім'я, по батькові       | Дата визнання обраним | Освіта             | Партійна приналежність                                                                     | Відомості про обраного депутата                                                                        |
| ------------------------------------------------------------------------------------ | --------------------------------- | --------------------- | ------------------ | ------------------------------------------------------------------------------------------ | --- |
| Політична партія «Сильна Україна»                                                    |                                   |                       |                    |                                                                                            | |
| 22                                                                                   | Зверховський В'ячеслав Антонович  | 05.11.2010            | середня            | член Політичної партії «Сильна Україна»                                                    | приватний підприємець                                                                                  |
| 27                                                                                   | Тринчук Сергій Володимирович      | 05.11.2010            | вища               | член Політичної партії «Сильна Україна»                                                    | дослідна станція, молодший науковий співробітник                                                       |
| Політична партія «УДАР (Український Демократичний Альянс за Реформи) Віталія Кличка» |                                   |                       |                    |                                                                                            | |
| 1                                                                                    | Прищепа Андрій Анатолійович       | 05.11.2010            | незакінчена вища   | член Політичної партії «УДАР (Український Демократичний Альянс за Реформи) Віталія Кличка» | ТОВ «Хубар-Трейд»                                                                                      |
| 6                                                                                    | Кирсенко Сергій Олександрович     | 05.11.2010            | вища               | член Політичної партії «УДАР (Український Демократичний Альянс за Реформи) Віталія Кличка» | ПЗ залізниця, заступник начальника відділу                                                             |
| 7                                                                                    | Грищук Юрій Іванович              | 05.11.2010            | вища               | член Політичної партії «УДАР (Український Демократичний Альянс за Реформи) Віталія Кличка» | ТОВ «Економ Форест», директор                                                                          |
| 8                                                                                    | Горкуценко Сергій Олександрович   | 05.11.2010            | вища               | член Політичної партії «УДАР (Український Демократичний Альянс за Реформи) Віталія Кличка» | ТОВ «СКВ», директор                                                                                    |
| 15                                                                                   | Тимошенко Тарас Васильович        | 05.11.2010            | вища               | член Політичної партії «УДАР (Український Демократичний Альянс за Реформи) Віталія Кличка» | приватний підприємець                                                                                  |
| Самовисування                                                                        |                                   |                       |                    |                                                                                            | |
| 2                                                                                    | Крупа Сергій Григорович           | 05.11.2010            | середня            | позапартійний                                                                              | ПП «Дубровський», директор                                                                             |
| 3                                                                                    | Бростовський Віталій Павлович     | 05.11.2010            | вища               | позапартійний                                                                              | «Меркс-Груп», начальник відділу                                                                        |
| 4                                                                                    | Дубровська Тамара Іванівна        | 05.11.2010            | вища               | позапартійна                                                                               | Борівська лікарня, головний лікар                                                                      |
| 5                                                                                    | Дробот Олександр Анатолійович     | 05.11.2010            | вища               | позапартійний                                                                              | тимчасово не працює                                                                                    |
| 9                                                                                    | Левчук Костянтин Васильович       | 05.11.2010            | вища               | позапартійний                                                                              | ДПН Фастівського РВГУМНС, старший інспектор                                                            |
| 10                                                                                   | Кірсенко Олександр Миколайович    | 05.11.2010            | вища               | позапартійний                                                                              | ТОВ «Полімер Центр», начальник цеху                                                                    |
| 11                                                                                   | Шмонов Олександр Петрович         | 07.04.2014            | середня спеціальна | позапартійний                                                                              | пенсіонер                                                                                              |
| 12                                                                                   | Юровицька Клавдія Феліксовна      | 05.11.2010            | незакінчена вища   | позапартійна                                                                               | селищної ради, бухгалтер                                                                               |
| 13                                                                                   | Веселюк Микола Олександрович      | 05.11.2010            | середня            | позапартійний                                                                              | приватний підприємець                                                                                  |
| 14                                                                                   | Білодід Вікторія Віленівна        | 05.11.2010            | вища               | позапартійна                                                                               | Борівська загальноосвітня школа І-ІІІ ст., вчитель                                                     |
| 16                                                                                   | Юрковський Анатолій Володимирович | 05.11.2010            | середня спеціальна | позапартійний                                                                              | «МЕРКС-ГРУП», завідувач складу                                                                         |
| 17                                                                                   | Колосовський Віктор Михайлович    | 05.11.2010            | середня спеціальна | позапартійний                                                                              | приватний підприємець                                                                                  |
| 18                                                                                   | Мороз Василь Іванович             | 05.11.2010            | середня            | позапартійний                                                                              | пенсіонер                                                                                              |
| 19                                                                                   | Тищенко Валентина Миколаївна      | 05.11.2010            | середня            | позапартійна                                                                               | Борівська лікарня, сестра господарка                                                                   |
| 20                                                                                   | Омельченко Наталія Василівна      | 05.11.2010            | вища               | позапартійна                                                                               | дитячий садок «КАЛИНКА», завгосп                                                                       |
| 21                                                                                   | Григоренко Сергій Іванович        | 05.11.2010            | вища               | позапартійний                                                                              | приватний підприємець                                                                                  |
| 23                                                                                   | Дробот Віктор Вікторович          | 05.11.2010            | вища               | позапартійний                                                                              | «МЕРКС-ГРУП», аспірант                                                                                 |
| 24                                                                                   | Попов Ігор Ігорович               | 05.11.2010            | середня спеціальна | позапартійний                                                                              | приватний підприємець                                                                                  |
| 25                                                                                   | Черняк Вадим Георгійович          | 05.11.2010            | вища               | позапартійний                                                                              | торговий центр, адміністратор                                                                          |
| 26                                                                                   | Бухальська Магдаліна Андріївна    | 05.11.2010            | вища               | позапартійна                                                                               | НУХТ кафедра українознавства, доцент                                                                   |
| 28                                                                                   | Панасенко Тетяна Миколаївна       | 05.11.2010            | середня спеціальна | позапартійна                                                                               | тимчасово не працює                                                                                    |
| 29                                                                                   | Березанська Оксана Петрівна       | 05.11.2010            | вища               | позапартійна                                                                               | вчитель початкових класів                                                                              |
| 30                                                                                   | Щвець Світлана Василівна          | 05.11.2010            | вища               | позапартійна                                                                               | Комітет Верховної Ради України, помічник-консультант народного депутата України на громадських засадах |